# Memoirs of a Madman
Memoirs of a Madman è la sesta raccolta del cantante britannico Ozzy Osbourne, pubblicata il 14 ottobre 2014 dalla Epic Records e dalla Legacy Recordings.

## Descrizione
La raccolta è stata pubblicata in formato CD o doppio LP, contenenti 17 brani da solista di Osbourne (tra le quali due dei Black Sabbath: la versione con Kelly Osbourne di Changes e una versione dal vivo di Paranoid), e in formato doppio DVD, comprendente videoclip ufficiali e altro materiale video inedito, interviste e registrazioni di esibizioni dal vivo. In occasione dell'annuncio ufficiale della raccolta, è stata anche presentata un'edizione box set contenente il CD, i due DVD e i due LP, insieme ad altro materiale ufficiale da collezione.

## Tracce
CD/LP
1. Crazy Train – 4:56
2. Mr. Crowley – 4:57
3. Flying High Again – 4:39
4. Over the Mountain – 4:32
5. Bark at the Moon – 4:17
6. The Ultimate Sin – 3:44
7. Miracle Man – 3:44
8. No More Tears (Edit) – 5:54
9. Mama, I'm Coming Home – 4:12
10. Road to Nowhere – 5:12
11. Perry Mason – 5:54
12. I Just Want You – 4:56
13. Gets Me Through – 5:05
14. Changes (featuring Kelly Osbourne) – 4:07
15. I Don't Wanna Stop – 4:00
16. Let Me Hear You Scream – 5:07
17. Paranoid (Live at The Roundhouse, London 2010) – 4:18

DVD 1
1. Bark at the Moon
2. So Tired
3. The Ultimate Sin
4. Lightning Strikes
5. Crazy Train
6. Miracle Man
7. Crazy Babies
8. Breaking All the Rules
9. No More Tears
10. Mama, I'm Coming Home
11. Mr. Tinkertrain
12. Time After Time
13. Road to Nowhere
14. I Don't Want to Change the World (Live)
15. Changes
16. Perry Mason
17. I Just Want You
18. See You on the Other Side
19. Back on Earth
20. Gets Me Through
21. Dreamer
22. In My Life
23. I Don't Wanna Stop
24. Let Me Hear You Scream
25. Life Won't Wait
26. Let It Die
27. Mama, I'm Coming Home (Alternate Version)
28. The Making of Let Me Hear You Scream
29. The Making of Life Won't Wait
30. Changes

DVD 2
1. I Don't Know
2. Suicide Solution
3. Mr Crowley
4. Crazy Train
5. Over the Mountain
6. Fairies Wear Boots
7. Bark at the Moon
8. Never Know Why
9. Killer of Giants
10. Thank God for the Bomb
11. Secret Loser
12. Bloodbath in Paradise
13. Tattooed Dancer
14. Miracle Man
15. Bark at the Moon
16. I Don't Want to Change the World
17. Road to Nowhere
18. No More Tears
19. Desire
20. Mama, I'm Coming Home
21. Ozzmosis Recording Sessions 1992
22. Perry Mason
23. Gets Me Through
24. Not Going Away
25. I Don't Wanna Stop
26. Let Me Hear You Scream
27. Flying High Again
28. Believer

## Formazione
CD e LP
- Ozzy Osbourne – voce
- Randy Rhoads – chitarra (tracce 1-4)
- Bob Daisley – basso (tracce 1-5, 7-10)
- Lee Kerslake – batteria (tracce 1-4)
- Don Airey – tastiera (tracce 1, 2 e 5)
- Jake E. Lee – chitarra (tracce 5 e 6)
- Tommy Aldridge – batteria (traccia 5)
- Phil Soussan – basso (traccia 6)
- Randy Castillo – batteria (tracce 6-10)
- Mike Moran – tastiera (traccia 6)
- Zakk Wylde – chitarra (tracce 7-15)
- John Sinclair – tastiera (tracce 7-10)
- Geezer Butler – basso (tracce 11 e 12)
- Deen Castronovo – batteria (tracce 11 e 12)
- Rick Wakeman – tastiera (tracce 11 e 12)
- Robert Trujillo – basso (tracce 13 e 14)
- Mike Bordin – batteria (tracce 13-15)
- Tim Palmer – tastiera (tracce 13 e 14)
- Rob "Blasko" Nicholson – basso (tracce 15-17)
- Gus G. – chitarra (tracce 16 e 17)
- Tommy Clufetos – batteria (tracce 16 e 17)
- Adam Wakeman – tastiera (tracce 16 e 17)

## Classifiche
| Classifica (2014) | Posizione massima |
| ----------------- | ----------------- |
| Belgio (Vallonia) | 117               |
| Germania          | 50                |
| Regno Unito       | 23                |
| Svezia            | 58                |
| Svizzera          | 71                |